# Ussana
Ussana – miejscowość i gmina we Włoszech, w regionie Sardynia, w prowincji Sud Sardegna.
Według danych na rok 2004 gminę zamieszkiwało 3757 osób, 117,4 os./km². Graniczy z Donòri, Monastir, Nuraminis, Samatzai i Serdiana.